# Moștenirea Heorot
Moștenirea Heorot (1987) (titlu original The Legacy of Heorot) este un roman science fiction scris de Larry Niven, Jerry Pournelle și Steven Barnes. Cei trei au apelat la dr. Jack Cohen, expert în reproducere și fertilitate, ca și consultant științific privind ciclul de viață al grendelilor.
Romanul este prima carte din seria Heorot și descrie stabilirea primei colonii umane pe Avalon, a patra planetă a stelei Tau Ceti.

## Intriga
Două sute de coloniști pământeni sosesc pe Avalon pentru a fonda o nouă comunitate, după ce au călătorit 100 de ani în animație suspendată pe nava Geographic (expediția a fost pusă la cale de National Geographic Society). Dar, deși animația suspendată le-a permis să supraviețuiască acestei călătorii, efectele ei secundare se manifestă prin deteriorarea inteligenței și a capacității de a judeca, sau, în unele cazuri, chiar prin retard mental. Coloniștii pun bazele unei așezări pe insula Camelot, recoltând plantele ale căror semințe le aduseseră de pe Pământ și îmbogățind apele din apropiere cu specii terestrel de pești, care se adaugă sonomului, un pește local.
Cu timpul, încep să dispară animale, gardurile sunt distruse și, incapabili să mai raționeze corect, coloniștii îl acuză de sabotaj pe ofițerul securității, Cadmann Wayland, fost soldat cu un comportament considerat paranoic. Drogat și legat, Cadmann este incapabil să apere colonia de atacul unei creaturi (numită "grendel" după unul dintre personajele antagoniste din poemul Beowulf) care se dovedește că stă la baza problemelor observate de coloniști. În ciuda armamentului avansat (arme automate, aruncătoare de flăcări, etc.) și a superiorității numerice, zece oameni sunt uciși înainte de a se reuși alungarea creaturii rănite. Coloniștii își dau seama că insula ascunde un prădător letal și eficient, dar Cadmann refuză să îi mai ajute, după ce a fost batjocorit, acuzat și lăsat la mila creaturii. El părăsește colonia și își stabilește reședința pe coasta muntelui de pe insulă unde, curând, i se adaugă și o femeie. Când aceasta rămâne gravidă, Cadmann își dă seama că, deși coloniștii l-au trădat, copiii lor sunt nevinovați și merită să fie protejați. Mânat de acest gând, se întoarce pentru a conduce lupta împotriva grendelilor.
Coloniștii construiesc arme cu explozibili care pot penetra armura, concep otrăvuri care pot steriliza râuri întregi și, sub îndrumarea tactică a lui Cadmann, reușesc să ucidă primul grendel. La autopsie rezultă că acesta are un aspect și un comportament crocodilian, fălci care pot zdrobi oțelul, oase puternice care nu au la bază calciu, un simț olfactiv superior câinilor, o inteligență apropiată de a unei gorile și gheare puternice folosite atât ca arme cât și pentru a sprinta în susul stâncilor. Deși nu este un amfibian adevărat - nu poate respira sub apă - poate sta sub apă folosind o tehnică similară cu snorkelul. Sistemul său cardiovascular și muscular îi furnizează o putere și o energie mult superioară oamenilor, constituind principalul său avantaj evolutiv: un aport suplimentar de sânge supra-oxigenat.
Un grendel poate descărca în sânge o componentă chimică al cărei efect este similar celui pe care protoxidul de azot îl are asupra motorului cu ardere internă - permite pusee scurte de viteză, de până la câteva sute de mile pe oră. Acesta este principala trăsătură periculoasă a grendelilor, dar și punctul lor vulnerabil. Supraîncărcarea duce la o încălzire atât de rapidă a corpului, încât ei se pot coace și muri dacă nu revin repede în apă pentru a se răcori. Folosind noile cunoștințe, coloniștii extermină populația de grendeli în câteva luni, iar Cadmann devine eroul lor.
Liniștea coloniștilor durează puțin. Principala sursă de hrană a grendelilor, sonomii, se dovedește a fi una și aceeași specie cu grendelii. Ciclul lor de viață este similar cu al broaștei terestre - sonomul erbivor este forma juvenilă a grendelilor carnivoroi și, la fel ca multe broaște, își schimbă sexul de-au lungul vieții: Sonomul pui e mascul, grendelul adult e femelă. Tot asemenea unor specii de broaște, dacă nicio altă pradă nu se găsește în apropiere, grendelii devin canibali.
Într-un moment din trecutul recent, majoritatea animalelor care constituiau vânatul insulei au fost distruse de un cataclism necunoscut. Printre puținele specii supraviețuitoare s-au numărat sonomii și grendelii, canibalismul devenind astfel regula, nu excepția. Introducerea de către coloniști a unor specii terestre de pești în ecosistem le-a furnizat grendelilor surse suplimentare de hrană, ducând la o creștere a numărului grendelilor. Ulterior, exterminarea de către oameni a tuturor grendelilor adulți a cauzat metamorfozarea, într-o perioadă scurtă de timp, a tuturor sonomilor în grendeli.
Cadmann preia din nou conducerea și, deoarece grendelii nu pot vâna departe de apă, evacuează pe Geographic femeile gravide, copiii și savanții cei mai importanți. În afara tacticii obișnuite, oamenii descoperă noi metode de a combate grendelii. Ei colectează pungile cu viteză din trupul creaturilor moarte și le împrăștie asupra celor vii, ducându-le într-o stare de nebunie care le determină să se omoare reciproc. Același efect îl are stropirea cu sângele unor grendeli morți. De asemenea, îi aruncă în aer trăgând cu gloanțe explozive în pungile de viteză.
Pe de altă parte, fiecare grendel mort devine sursă de hrană pentru supraviețuitori, până când pe insulă rămân doar grendeli complet dezvoltați. Coloniștii se retrag în fortăreața pe care Cadmann și-o construise pe munte și, rezistând eroic în fața grendelilor. În cele din urmă, ei reușesc să extermine din nou creaturile de pe insulă, preluând controlul asupra coloniei umande de pe Avalon.

## Legături cu alte opere
Cartea face referire la legenda eroului Beowulf, descrisă în poemul omonim. Titlul seriei, Heorot, este identic cu al marii săli a regelui descrisă în acest poem. Aceasta a servit pe post de palat lui Hrothgar, un rege danez legendar din secolul al VI-lea, numele ei însemnând "Sala Cerbului". Eroul Beowulf îl apără pe rege și pe supușii săi de maleficul Grendel, de mama lui și de un dragon. Creaturile periculoase pe care coloniștii se văd nevoiți să le înfrunte pe Avalon sunt denumite grendeli, iar aspectul lor amintește de cel al unui dragon. Unul din capitolele cărții poartă chiar titlul Mama lui Grendel, o referire directă la al doilea antagonist pe care trebuie să îl înfrunte eroul.
Numele planetei pe care aterizează oamenii, Avalon, și al insulei pe care își stabilesc colonia, Camelot, fac referire la o altă legendă, cea a Regelui Arthur: primul reprezintă numele insulei pe care ar fi fost forjată sabia Excalibur, iar al doilea numele castelului regelui.